# バレーボール男子世界選手権
バレーボール男子世界選手権（バレーボールだんしせかいせんしゅけん、英語: FIVB Men's World Championship）は1949年から始まったバレーボール世界選手権の男子大会である。

## 概要
1949年にチェコスロバキアで第1回大会が開催された。試合会場は屋外テニスコートを再利用したものであった。参加国は全部で10カ国でヨーロッパに限定されていたため事実上の『ヨーロッパ選手権』であった。
日本は初出場が1960年で8位。2018年まで15回出場（2014年は不出場）。最高位は3位の銅メダルで1970年と1974年。開催は1988年と2006年。

## 競技方式（出場枠・試合形式）

### 出場枠
出場チーム数は何度も変更が行われているが、現在の出場チーム数は24チームである（2002年より）。開催国と前回大会優勝チームが出場できるほか、各大陸における予選を勝ち抜いた上位チームが出場となる。出場できるチーム数の各大陸の内訳はFIVBランキングを元に決定される。ただし、2022年大会は、予選は特別に行われず、開催国と2018年大会優勝チームに加え、2021年度の各大陸選手権の優勝チームと準優勝チームに出場権が与えられ、それ以外はFIVBランキング上位に出場権が与えられた。

### 試合方式
試合方式は年ごとに変わっているが、2025年大会では、出場32チームが1次ラウンドで4チームずつ8プールに分かれ、上位16チーム（各プール上位2チームと）が最終ラウンドのノックアウト方式トーナメントに進出となった。

## 成績
| 開催年           | 数 | 開催国                | 優勝             | 準優勝           | 3位            | 4位                    |
| ---------------- | -- | --------------------- | ---------------- | ---------------- | -------------- | ---------------------- |
| 1949年（第1回）  | 10 | チェコスロバキア      | ソビエト連邦     | チェコスロバキア | ブルガリア     | ルーマニア             |
| 1952年（第2回）  | 11 | ソビエト連邦          | ソビエト連邦     | チェコスロバキア | ブルガリア     | ルーマニア             |
| 1956年（第3回）  | 24 | フランス              | チェコスロバキア | ルーマニア       | ソビエト連邦   | ポーランド             |
| 1960年（第4回）  | 14 | ブラジル              | ソビエト連邦     | チェコスロバキア | ルーマニア     | ポーランド             |
| 1962年（第5回）  | 19 | ソビエト連邦          | ソビエト連邦     | チェコスロバキア | ルーマニア     | ブルガリア             |
| 1966年（第6回）  | 22 | チェコスロバキア      | チェコスロバキア | ルーマニア       | ソビエト連邦   | 東ドイツ               |
| 1970年（第7回）  | 24 | ブルガリア            | 東ドイツ         | ブルガリア       | 日本           | チェコスロバキア       |
| 1974年（第8回）  | 23 | メキシコ              | ポーランド       | ソビエト連邦     | 日本           | 東ドイツ               |
| 1978年（第9回）  | 23 | イタリア              | ソビエト連邦     | イタリア         | キューバ       | 韓国                   |
| 1982年（第10回） | 24 | アルゼンチン          | ソビエト連邦     | ブラジル         | アルゼンチン   | 日本                   |
| 1986年（第11回） | 16 | フランス              | アメリカ合衆国   | ソビエト連邦     | ブルガリア     | ブラジル               |
| 1990年（第12回） | 16 | ブラジル              | イタリア         | キューバ         | ソビエト連邦   | ブラジル               |
| 1994年（第13回） | 16 | ギリシャ              | イタリア         | オランダ         | アメリカ合衆国 | キューバ               |
| 1998年（第14回） | 16 | 日本                  | イタリア         | ユーゴスラビア   | キューバ       | ブラジル               |
| 2002年（第15回） | 24 | アルゼンチン          | ブラジル         | ロシア           | フランス       | ユーゴスラビア         |
| 2006年（第16回） | 24 | 日本                  | ブラジル         | ポーランド       | ブルガリア     | セルビア・モンテネグロ |
| 2010年（第17回） | 24 | イタリア              | ブラジル         | キューバ         | セルビア       | イタリア               |
| 2014年（第18回） | 24 | ポーランド            | ポーランド       | ブラジル         | ドイツ         | フランス               |
| 2018年（第19回） | 24 | イタリア · ブルガリア | ポーランド       | ブラジル         | アメリカ合衆国 | セルビア               |
| 2022年（第20回） | 24 | ポーランド スロベニア | イタリア         | ポーランド       | ブラジル       | スロベニア             |
| 2025年（第21回） | 32 | フィリピン            |                  |                  |                |                        |

## メダルサマリー
| チーム         | 優勝 | 準優勝 | 3位 |
| -------------- | ---- | ------ | --- |
| ロシア         | 6    | 3      | 3   |
| イタリア       | 4    | 1      | 0   |
| ブラジル       | 3    | 3      | 1   |
| ポーランド     | 3    | 2      | 0   |
| チェコ         | 2    | 4      | 0   |
| アメリカ合衆国 | 1    | 0      | 2   |
| 東ドイツ       | 1    | 0      | 0   |
| キューバ       | 0    | 2      | 2   |
| ルーマニア     | 0    | 2      | 2   |
| ブルガリア     | 0    | 1      | 4   |
| セルビア       | 0    | 1      | 1   |
| オランダ       | 0    | 1      | 0   |
| 日本           | 0    | 0      | 2   |
| アルゼンチン   | 0    | 0      | 1   |
| フランス       | 0    | 0      | 1   |
| ドイツ         | 0    | 0      | 1   |